# 貝拉林半島

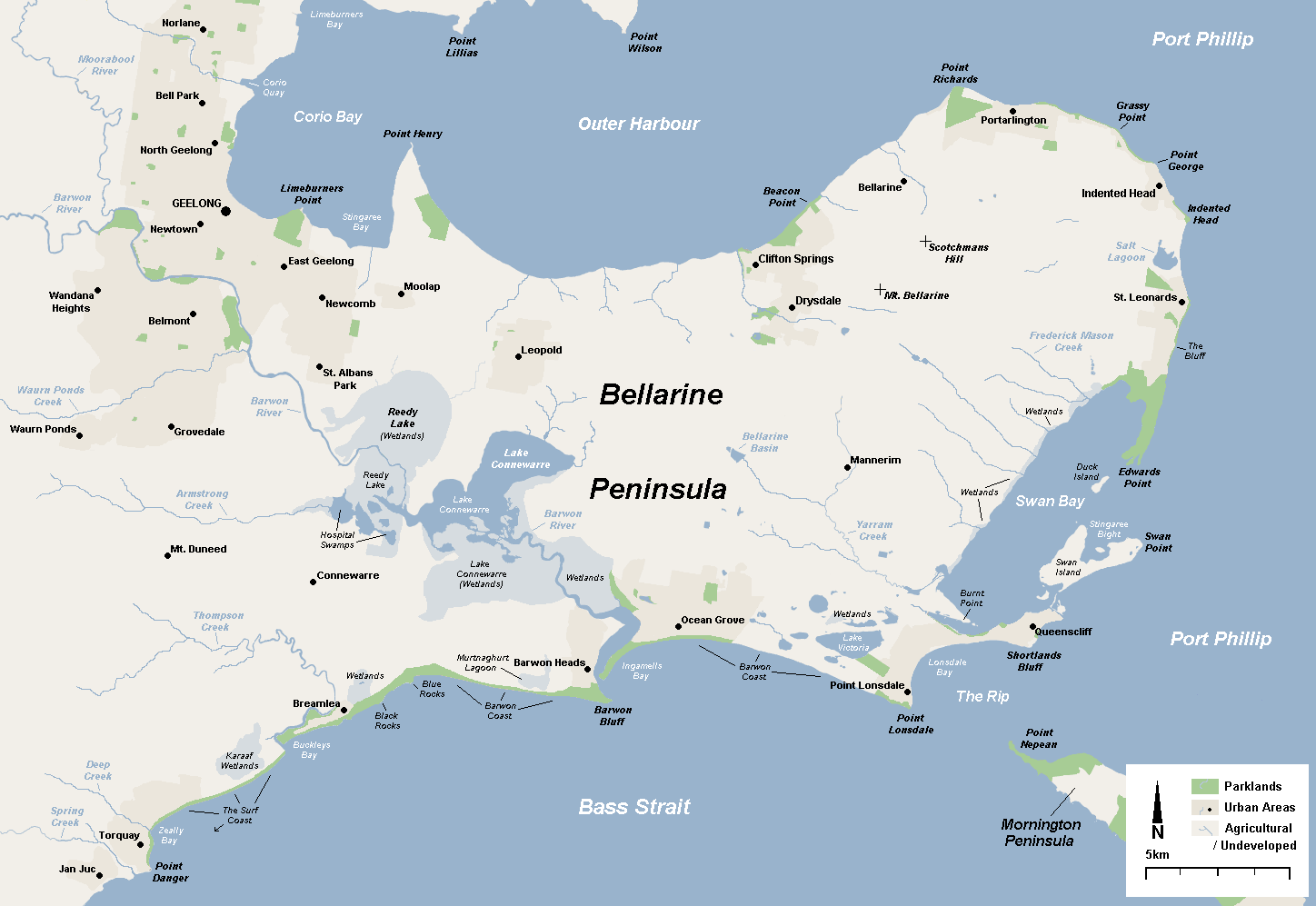
地图

貝拉林半島，是位於澳大利亞維多利亞州墨爾本西南部的一個半島，周圍環繞著菲利普港灣、科里奧灣和巴斯海峽。貝拉林半島與莫寧頓半島一起將菲利普港灣與巴斯海峽分開。直到19世紀初歐洲人前來定居之前，貝拉林半島一直是澳大利亞原住民的居住地之一。後來貝拉林半島成為熱門的旅遊目的地。
如今，大約有55000人居住在貝拉林半島上。貝拉林半島的大部分地區是大吉朗市的一部分。